# Longyangxia
Longyangxia (chinesisch 龙羊峡镇, Pinyin Lóngyángxiá Zhèn) ist eine Großgemeinde im Kreis Gonghe des Autonomen Bezirks Hainan in der Provinz Qinghai der Volksrepublik China. Der Gemeindecode ist 632521102, die Bevölkerung beläuft sich auf 6.578 Personen (Stand: Zensus 2010) bei einer Fläche von 752 km².
Longyangxia gliedert sich in zwei Einwohnergemeinschaften (Diyi und Di’er) und die Dörfer Longcai, Waliguan, Longyangxin, Manimo, Ayihai, Cihantuhai, Houjuhua, Duolonggou, Kecai, Desheng, Caoduolong, Huanghe und Zhana.